# Municipio de Washington (condado de Crawford, Iowa)
El municipio de Washington (en inglés: Washington Township) es un municipio ubicado en el condado de Crawford en el estado estadounidense de Iowa. En el año 2010 tenía una población de 239 habitantes y una densidad poblacional de 2,56 personas por km².

## Geografía
El municipio de Washington se encuentra ubicado en las coordenadas 41°54′14″N 95°23′33″O / 41.90389, -95.39250. Según la Oficina del Censo de los Estados Unidos, el municipio tiene una superficie total de 93.35 km², de la cual 93,28 km² corresponden a tierra firme y (0,07 %) 0,06 km² es agua.

## Demografía
Según el censo de 2010, había 239 personas residiendo en el municipio de Washington. La densidad de población era de 2,56 hab./km². De los 239 habitantes, el municipio de Washington estaba compuesto por el 95,82 % blancos, el 0,42 % eran asiáticos, el 2,93 % eran de otras razas y el 0,84 % eran de una mezcla de razas. Del total de la población el 3,35 % eran hispanos o latinos de cualquier raza.